# Соколя (заповідне урочище)
Соко́ля — заповідне урочище місцевого значення в Україні. Розташоване в межах Буської міської громади Золочівського району Львівської області, на схід від села Соколя.
Площа 53,9 га. Оголошено згідно з рішенням Львівської облради від 9.10.1984 року № 495. Перебуває у віданні ДП «Буський лісгосп» (Соколянське лісництво, кв. 45, вид. 3, 5, 9, 10).
Під охороною — лісові ландшафти в долині річки Західний Буг. Зростають цінні високопродуктивні дубово-соснові насадження природного походження. Місце оселення бобрів.